# نظریه حاکمیت و مرجع‌گزینی
حاکمیت و مرجع‌گزینی یا اقتدار و وابستگی (به انگلیسی: Government and binding)، به اختصار GB یا GBT یک نظریه‌ی نحوی و یک دستور زبان ساخت عبارتی (در مقابل دستور وابستگی) در سنت دستور گشتاری است که عمدتاً توسط نوآم چامسکی در دهه‌ی۱۹۸۰ میلادی ایجاد شده است. این نظریه یک بازبینی بنیادی در نظریات قبلی اوست و بعداً (۱۹۹۵) در برنامه کمینه‌گرا و بسیاری مقالات متعاقب آن بازنگری شده است که آخرین آنها سه عامل در طراحی زبان (۲۰۰۵) است. هرچند تعداد زیادی نوشته در مورد حاکمیت و مرجع‌گزینی وجود دارد که توسط چامسکی نوشته نشده‌اند، اما مقالات چامسکی برای تنظیم برنامه‌ی پژوهشی اساس کار بوده است. 
عنوان حاکمیت و مرجع‌گزینی به دو زیربخش این نظریه اشاره دارد: یکی حاکمیت که یک رابطه‌ی نحوی انتزاعی میان اجزای ساختار نحوی است و در بخش‌های مختلف نظریه (از جمله اعطای حالت دستوری) اعمال می‌شود و دیگری مرجع‌گزینی که توزیع گروه‌‌های اسمی را در جمله با اتکا به سه اصل تبیین می‌کند. نظریه‌ی حاکمیت و مرجع‌گزینی اولین نظریه‌ای است که بر پایه‌ی مدل زبانی اصول و پارامتر‌ها پی‌ریزی شده است که خود سنگ بنای برنامه‌ی کمینه‌گرا نیز هست. 

## حاکمیت
اعمال رابطهٔ حاکمیت بیش از هر چیز مرتبط با اعطای حالت دستوری است. تعریف رابطهٔ حاکمیت از قرار زیر است:
A بر B حاکمیت دارد؛ ‌اگر و فقط اگر:
- A یک هستهٔ واژگانی یا هستهٔ نقشی [Agr+]باشد و
- A بر B سازه‌فرمانی بیشینه داشته باشد.
- هر فرافکن بیشینه‌ای که بر A تسلط دارد، بر B نیز تسلط داشته باشد.[۲]

عناصر حاکمیت‌کننده شامل هسته‌های واژگانی (V, A, N, P) و هستهٔ I خودایستا (دارای مشخصهٔ [T+]) هستند. A بر B سازه‌فرمانی بیشینه دارد اگر A بر B تسلط نداشته باشد و B نیز بر A تسلط نداشته باشد و فرافکن بیشینهٔ A، بر B تسلط داشته باشد.